# Beko
Beko (estilitzat com a beko) és una important marca turca d'electrodomèstics i electrònica de consum propietat del fabricant Arçelik A.Ş., controlat per Koç Holding.

## Història

Logotip antic de Beko

Beko Elektronik A.Ş. va ser fundada el 1954 per Vehbi Koç, el fundador de Koç Holding (que també va fundar Arçelik A.Ş., l'empresa matriu de Beko, el 1955), i Leon Bejerano a Istanbul, Turquia. El nom de la companyia és una combinació de les dues primeres lletres dels cognoms dels fundadors.
El 2004, Beko Elektronik va comprar l'empresa d'electrònica alemanya Grundig i, al gener del 2005, Beko i la seva marca turca d’electrònica i gamma blanca Vestel representaven més de la meitat de tots els aparells de televisió fabricats a Europa.
L'abril de 2010, la divisió d'electrònica de Beko va passar a anomenar-se Grundig Elektronik A. Ş.
A la Junta General Extraordinària d'Accionistes d'Arçelik A.Ş. del 29 de juny de 2009, es va decidir fusionar Arçelik A.Ş. amb la filial de la companyia, Grundig Elektronik A.Ş. (que seria administrada directament per Arçelik A.Ş. de Koç Holding) mitjançant la presa de control de tots els actius i passius de Grundig en el seu conjunt.
Beko és una marca de prestigi en alguns països i continua sent utilitzada a diversos països per a diversos productes d'Arçelik A.Ş. com televisors, neveres, rentadores i rentaplats.
Beko va canviar el seu antic logotip per un de nou el juny de 2014.
Beko va començar a vendre els seus productes a Egipte el 2014, guanyant popularitat i quota de mercat.
A l’Índia, Voltas, originàriament una marca d’aire condicionat i filial del grup Tata, es va associar amb Beko per produir electrodomèstics com televisors, rentaplats, rentadores, etc.
El 2019 la companyia va començar a apostar per iniciatives que fessin que les seves plantes de fabricació neutrals en carboni (zero emissions).
El setembre de 2021, Beko Iberia va anunciar que volia apostar per la sostenibilitat, incorporant l'economia circular i el reciclatge dels seus productes, incorporant productes reciclats mai utilitzats abans en la fabricació d'electrodomèstics, com la closca d'ou que utilitzen per fabricar les oueres de les neveres, les xarxes de pescar o les ampolles de plàstic. Amb això van assegurar que havien utilitzat 58 milions d’ampolles de plàstic reciclades en 2 anys generant una reducció d'emissions de 2.200 tones.

## Incidències

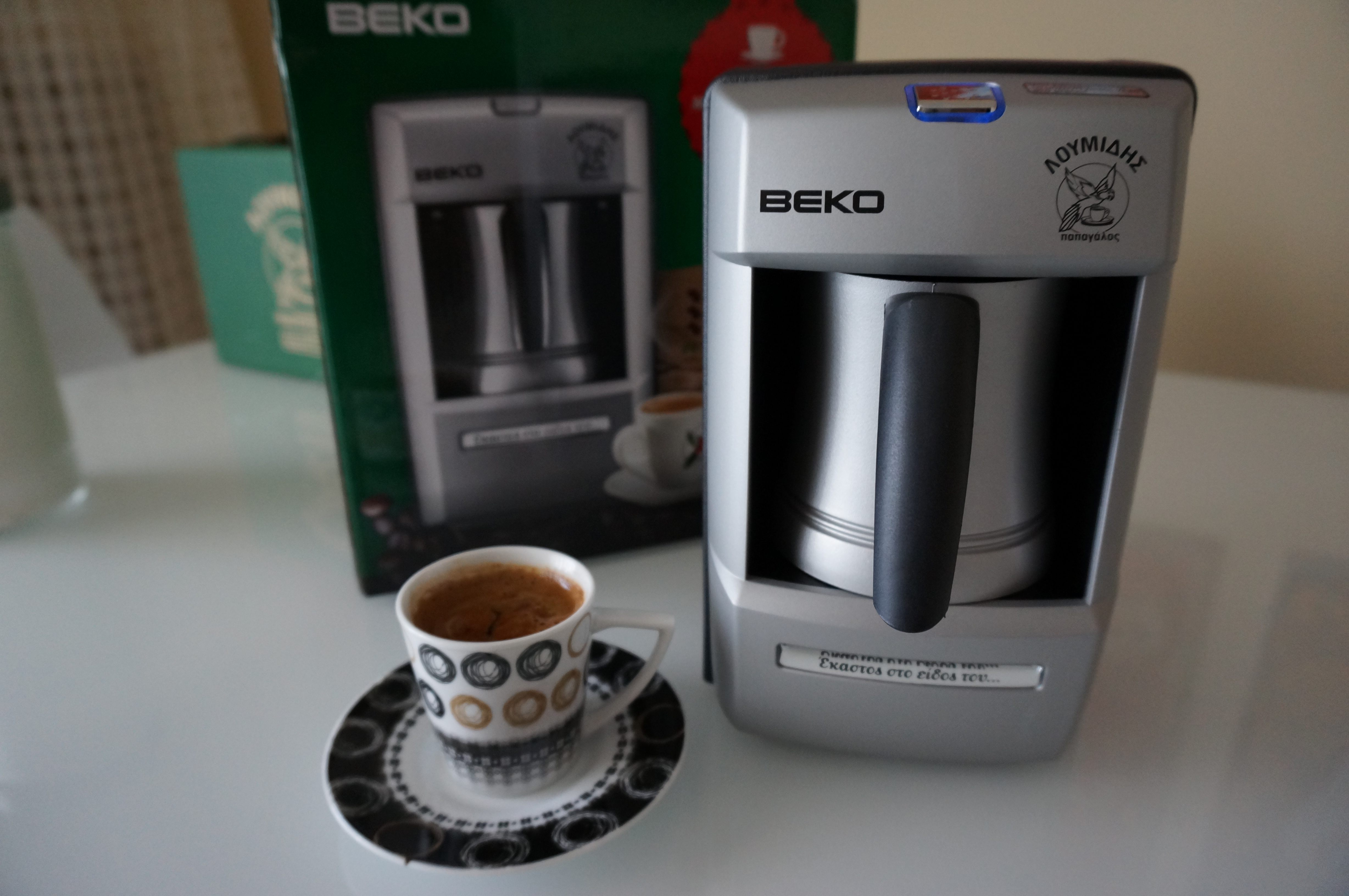
Petits electrodomèstics de Beko

Alguns productes Beko han suposat un risc per a la seguretat dels consumidors que els van comprar. El 2016, Mishell Moloney va ser trobada morta a causa d’una avaria en l'assecadora Beko que s'havia incendiat. Beko va intentar afirmar que la falla que va conduir a la mort de Moloney va ser un "incident tràgic i aïllat". No obstant això, l'assecadora DCS 85W que va utilitzar Moloney ja havia estat responsable d'una vintena d'incendis al Regne Unit. El cap de control de qualitat de Beko, Andrew Mullin, també va revelar que els models més petits de la gamma ja havien estat retirats a causa de centenars d'incidents de seguretat.

## Patrocinis

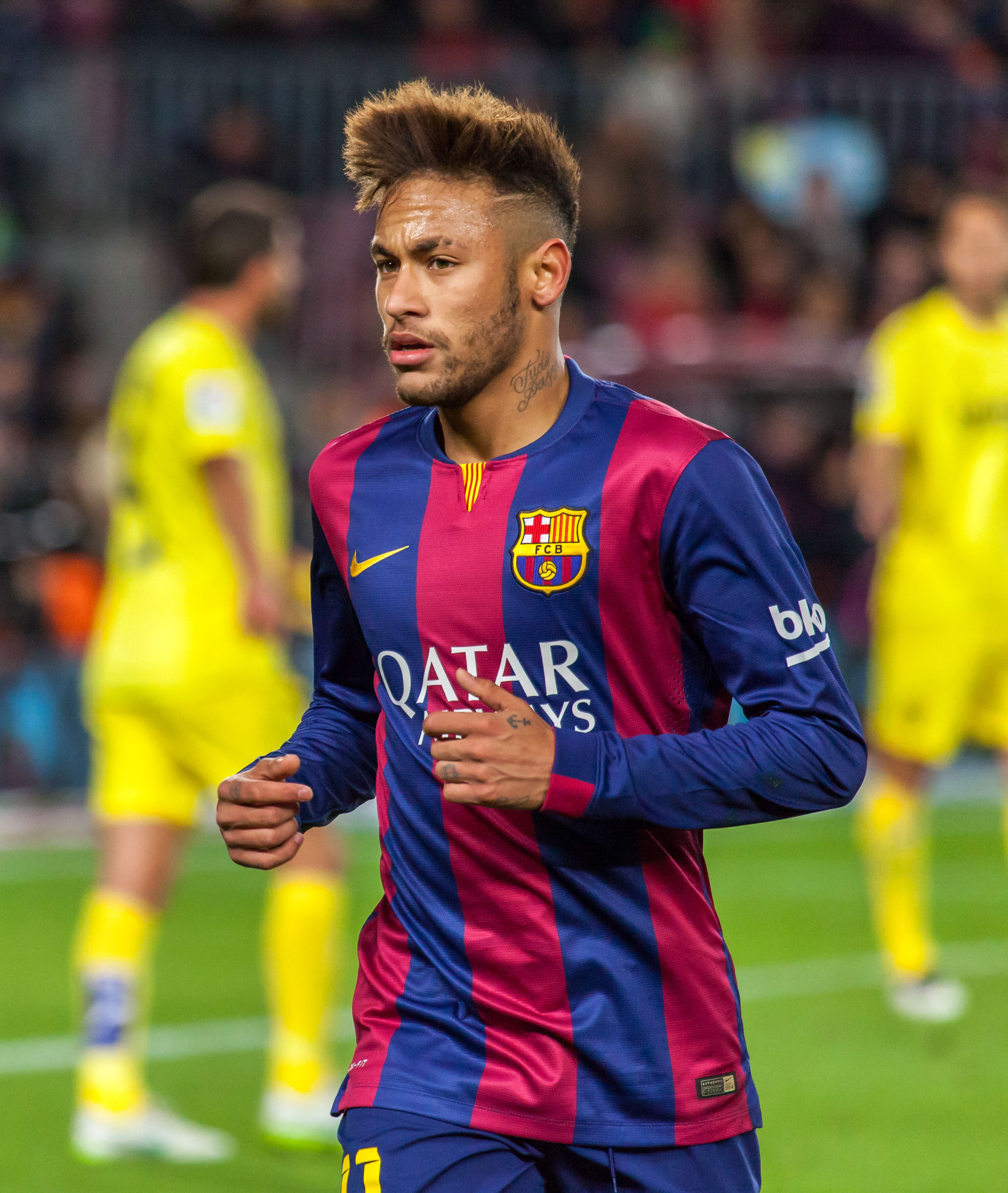
L'exjugador del FC Barcelona Neymar Jr. amb la samarreta amb el patrocini de Beko a la màniga.

Beko ha estat patrocinador oficial de les primeres lligues principals de bàsquet turca, italiana i lituana, així com de la Copa del Món de bàsquet FIBA 2014 a Espanya. Beko és patrocinador secundari del FC Barcelona des del 2014, així com del club de futbol turc Beşiktaş JK i del turcman FC HTTU. A més, havia estat un dels anunciants més importants de la Premier League anglesa des del 2008 i patrocinador oficial de la FA Cup. Beko va patrocinar el Millwall FC la temporada 2005-06.
A Nova Zelanda, Beko és el patrocinador principal de la lliga de Netball del país. Beko és un patrocinador principal de Volley Lube, un club de voleibol italià.